# Ben Tennyson
Benjamin Tennyson, más conocido como Ben 10 (o simplemente Ben) es un personaje ficticio de la serie de dibujos animados Ben 10, Ben 10: Alien Force, Ben 10: Ultimate Alien, Ben 10: Omniverse y Ben 10 (2016), creado por Man of Action y emitida por Cartoon Network. Su voz es interpretada en Estados Unidos por Tara Strong y Yuri Lowenthal y en las películas en imagen real Ben 10: Carrera Contra el Tiempo y  Ben 10: Invasión Alienígena es interpretado por Graham Phillips y Ryan Kelley, respectivamente.

## Historia

### Ben 10 (serie original)
En la serie del personaje homónimo, Ben es un típico chico normal de 10 años al que solían molestar durante el transcurso de las clases colgándolo de los calzoncillos. En su primer día de vacaciones, Ben encuentra un extraño dispositivo llamado Omnitrix, que se le adhiere a la muñeca. Al principio el personaje no sabía controlar dicho dispositivo, convirtiéndose en un alienígena llamado Fuego, pero Ben pronto descubrió que usando el Omnitrix, podía transformarse en diez criaturas alienígenas con diferentes tipos de habilidades.
Ya que le resultó imposible quitarse el Omnitrix, no tuvo más opción que aprender a utilizarlo (con algunas aventuras) con el fin de convertirse en un superhéroe.
Al iniciar la serie, Ben simplemente arrestaba delincuentes comunes, para finalmente verse enfrentado a poderosos supervillanos tales como el Dr. Animo, Kevin 11, Charmcaster y otros, siendo el más representativo el extraterrestre Vilgax, archienemigo de Ben por excelencia y conocedor del funcionamiento del Omnitrix. Este último siente la constante necesidad de poseer el dispositivo.
Durante esta etapa, Ben demostró ser un niño arrogante, inmaduro y narcisista. En ocasiones, ha intentado usar el Omnitrix con fines egoístas, terminando siempre con consecuencias desastrosas. Aun así, Ben es considerado un digno portador del Omnitrix, ya que en determinadas situaciones de la trama, el joven supo aprovechar los recursos del dispositivo para ayudar a las personas. Dicho esto incluso por el mismo Azmuth, creador del Omnitrix.

### Ben 10: Alien Force
En Ben 10: Alien Force, Ben ahora tiene 15 años y es un chico adolescente más maduro y responsable. Durante los cinco años de distancia entre esta serie y la original, Ben, con la ayuda de su abuelo, logró quitarse el Omnitrix con el fin de llevar una vida normal. Esto cambia cuando, tras volver de un partido de fútbol, descubre un extraño alien en la caravana de su abuelo y que, además, este había desaparecido.
Ben, junto a su prima Gwen, una híbrida humana-anodita, y Kevin, quien fue liberado del proyector por los Plomeros y había hecho las paces con Ben, deben detener una inminente invasión de los Highbreed, seres alienígenas obsesionados con la pureza racial. También deben derrotar tanto a viejos enemigos, tales como Devoy (el Dr. Ánimo con superpoderes), Vulkanus, un señor de la guerra detrovita, y Vilgax, entre otros villanos que regresan, así como nuevos, como Dark Star o Ragnarok, el alien que mató al padre de Kevin.
Su vestimenta o ropa frecuentemente usada, son una Chaqueta verde que en la manga derecha tiene dos rayas blancas y en el costado izquierdo pasa una larga raya blanca que en un círculo negro tiene un Diez, debajo de la chaqueta tiene una playera negra, usa jeans muy ajustado color azules marca Levis y de calzado usa tenis Converse negros de botín.

### Reinicio de 2016
Tal y como en la serie original, Ben 10 vuelve a tener cerca de 10 años en el reboot del 2016. En este caso, los alienígenas se mantienen, pero cambian a través de los eventos de dicha serie. Así mismo, la apariencia de Ben cambia para ser más simple pero diferenciadora.

## Versiones alternativas

### Ben 10.000
En el episodio "Ben 10.000 Regresa" aparece un Ben de 36 años el cual recuerda haber viajado al futuro y haber conocido a su propio yo (haciendo referencia al capítulo "Ben 10.000" de la serie original) este es uno de los Ben Tennyson más poderosos de todos, ya que este se quedó con el Ultimatrix y logró desbloquear el control maestro logrando tener una transformación que le daba los poderes de cualquier alienígena (incluyendo el de los supremos) sin tener que transformarse en el (Ultimate Ben), también este Ben tenía conflictos con el villano "Eón" muy frecuentemente y al igual que este tenía poderes para viajar en el tiempo; cabe destacar que este Ben 10 000 poseía los poderes Anodita de su prima.
En un futuro alternativo que transcurre 20 y 32 años después de Ben 10, Ben (llamado Ben 10 000) obtiene 10 000 formas aliens. En el episodio "Ben 10.000" Ben futuro, tiene un problema que Ben (niño) soluciona.
En el episodio "Ben 10.000" Ben tiene 30 años, y en el episodio "Ken 10" Ben tiene 42 años.
En el episodio "Ken 10" Ken, su hijo, cumple 10 años y Ben (futuro) le da un nuevo Omnitrix.
Nota: En Ben 10 Fuerza Alienígena, cuando el aprendiz de Azmunth llega con su Omnitrix, este y el de Ben reaccionan, pero el Omnitrix de Ken y el de Ben no reaccionaron entre sí.

## Apariciones

### Series animadas
- Ben 10
- Ben 10: Alien Force
- Ben 10: Ultimate Alien
- Ben 10: Omniverse
- Ben 10 (2016)

### Videojuegos
- Ben 10: Protector of Earth
- Ben 10: Alien Force (videojuego)
- Ben 10 Alien Force: Vilgax Attacks
- Ben 10: Cosmic Destruction
- Ben 10: Omniverse
- Ben 10: Omniverse 2
- Ben 10 (2016)

### Películas
- Ben 10: el secreto del Omnitrix
- Ben 10: Carrera Contra el Tiempo
- Ben 10: Invasión Alienígena
- Ben 10: Destrucción Alienígena

### Episodios de fechas célebres
- Feliz Navidad (Ben 10)

### Crossovers
- Ben 10-Generator Rex: Heroes Unidos

## Relaciones
- Gwen Tennyson: También conocida como LuckyGirl/Afortunada, es la pelirroja prima de Ben y la única de la familia en heredar los poderes mágicos de su abuela. En la serie original, Gwen y Ben solían pelear por todo y nunca se ponían de acuerdo.
- Max Tennyson: Es el abuelo de Ben y antiguo magistrado de los plomeros/fontaneros. Ben lo admira mucho y, en Alien Force, siente mucho su pérdida. Actualmente entrena un equipo de superhéroes adolescentes.
- Vilgax: Su mayor enemigo. Su única meta es poseer el poder del Omnitrix y conquistar el universo.
- Kevin Levin: También conocido como Kevin 11, es el mejor amigo de Ben, aunque hubo un tiempo en el que fueron enemigos. Kevin por lo general suele molestar a Ben, aun así le tiene mucho aprecio. Es el novio de Gwen.
- Albedo: Un supervillano Galvaniano atrapado en un clon de Ben. Se diferencia de Ben en que posee los colores invertidos. Se le suele conocer como Dark Ben 10.
- Ricardo "Rex" Salazar: Es el mejor amigo de Ben, pero de un mundo paralelo donde ni los aliens o la magia existen y la humanidad llegó a crear máquinas en miniatura llamadas nanites, que explotaron y llegaron a infectar a todo el mundo, transformando al individuo en monstruo confiriéndole superpoderes controlables como Rex. Rex puede crear máquinas de su cuerpo y curar a la gente convertida en monstruos por los nanites. Solo conoce a Ben en el crossover "Héroes Unidos".
- Rook Blonko: Es un plomero/fontanero Revoniano y el nuevo compañero de Ben en Omniverse. Parece tratar a Ben más como un superior que como un amigo/compañero, ya que usualmente lo llama "Señor". Se vuelven más cercanos con el tiempo.